# قلعة باينارد (لندن)

خريطة جناج قلعة باينارد

قلعة باينارد Castle Baynard هي واحدة من 25 جناح لمدينة لندن، المركز التاريخي والماليلعاصمة انجلترا لندن. يغطي الجناح منطقة غير منتظمة الشكل، تشبه أحيانًا الشوكة الرنانة،  ويحدها من الشرق أجنحة كوينهيث وشارع بريد ؛ جناح فارينجدون من الخارج إلى الشمال والغرب؛ جناح فارينجدون في الداخل إلى الشمال؛ وعلى نهر التايمز إلى الجنوب.

## المميزات
تشمل المعالم الرئيسية داخل الجناح جسر بلاكفرايرز (الذي يقع كامل امتداده داخل المدينة وهذا الجناح)، والمؤسسة البحرية HMS President ‏، وكاتدرائية القديس بولس. وتضم المنطقة كنائس سانت برايد،  وسانت أندرو باي ذا واردروب. كان الجناح يضم أيضا كنيسة القديسة مريم المجدلية في شارع أولد فيش، التي احترقت عام 1886 ولم يتم إعادة بنائها،  ومؤسسته الخيرية الخاصة، مدرسة كاسل باينارد وارد.  اليوم مسرح حورية البحر، في موقع Curriers' Alley  و Puddle Dock، يقع داخل منطقة مستجمعات المياه في الجناح. مدخل الضفة الشمالية لمحطة مترو أنفاق بلاكفرايرز، محطة لندن الوحيدة التي تمتد على نهر التايمز، تقع أيضا داخل قلعة باينارد.
أدت التغييرات للحدود الادارية عام 2003 إلى توسيع الجناح بشكل كبير إلى المنطقة التقليدية لجناحي فارينجدون، على الرغم من فقدان مساحة صغيرة من الأراضي لصالح جناح كوينهيث. تعد قلعة باينارد اليوم منطقة مزدحمة ومركزة بشكل استثنائي للنشاط التجاري والسياحي،  ولكنها لا تزال تحتفظ بهويتها المميزة.

## تاريخها

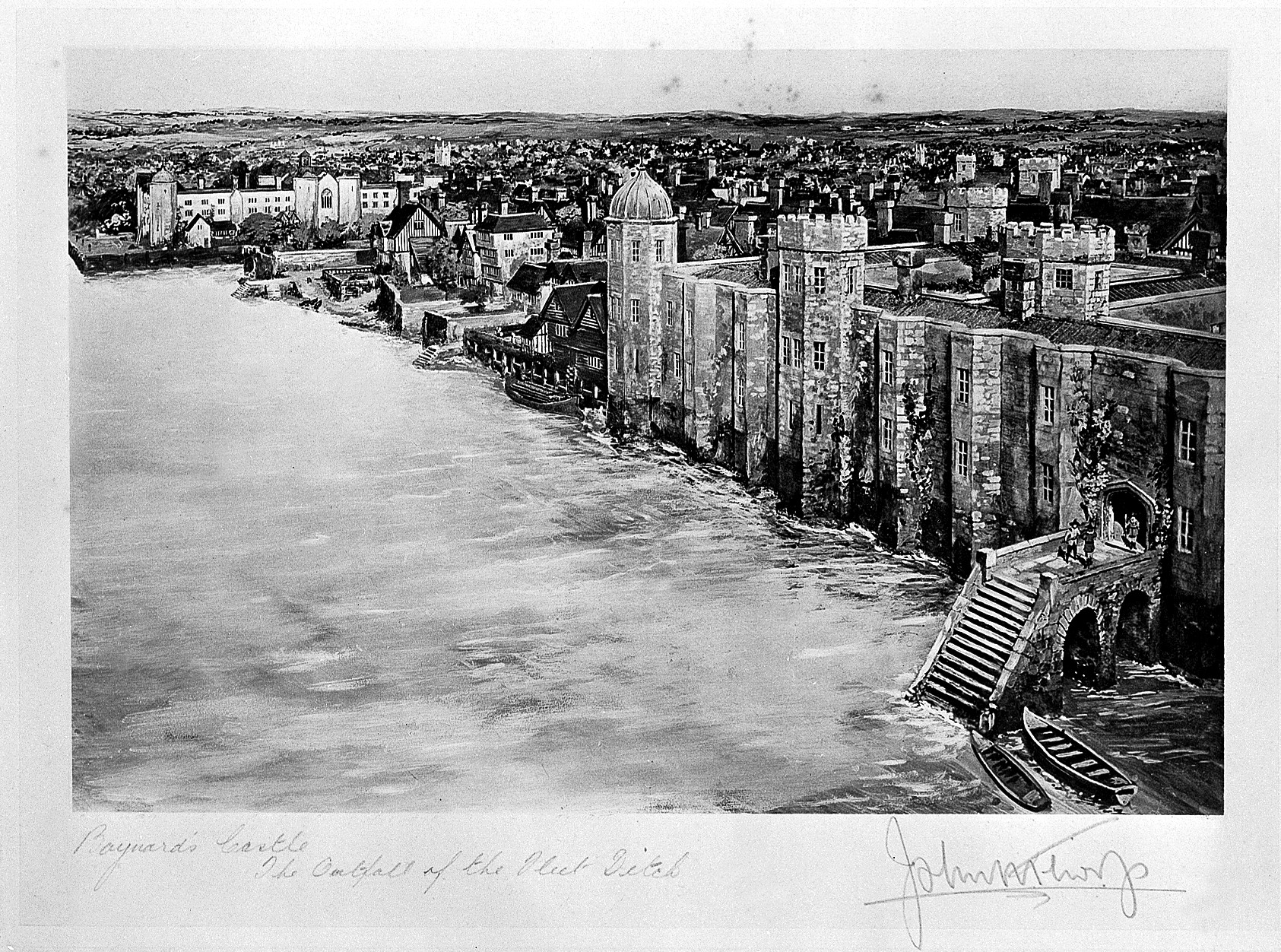
قلعة بايناردز، ومنها أخذ الجناح اسمه.

تشتق قلعة باينارد اسمها من قلعة باينارد،  التي كانت موجودة هناك منذ الغزو النورماندي حتى احترقت أثناء حريق لندن الكبير عام 1666.  تمت تهجئتها قديمًا ككلمة واحدة - Castlebaynard - ولكن هذا يعتبر اليوم غير صحيح.

## السياسة
جناح قلعة باينارد هي واحدة من 25 جناح في مدينة لندن، كل منها ينتخب عضو مجلس محلي في محكمة عضو مجلس محلي وعامة (المدينة تعادل مستشار ‏) إلى محكمة المجلس المشترك التابعة لـ مؤسسة مدينة لندن. فقط الناخبين الذين هم Freemen of the City of London ‏ هم وحدهم المؤهلون للترشح.
إيان لودر هو عضو مجلس محلي يمثل الجناح، ومارثا جريكوس، هنريكا بريست، ماري دوركان، ألبا راجا، جراهام باكهام، كاثرين ماكغينيس وجون غريفيث وجلين ويتني هم أعضاء المجلس المشترك.
في أكتوبر 2018، فاز حزب العمال بمقعده السادس في المجلس المشترك في كاسل باينارد عندما تصدرت المواطنة المحلية ناتاشا لويد أوين (المعروفة الآن باسم كريبلجيت) استطلاعات الرأي لصالح حزب العمال في انتصار غير متوقع في الانتخابات الفرعية.

## روابط خارجية
- نادي كاسل باينارد وارد
- ألدرمان لودر البنك المركزي المصري
- www.college-of-arms.gov.uk
- www.curriers.co.uk
- القس كانون الدكتور أليسون جويس، عميد سانت برايد
- www.castle-baynard.org.uk
- خريطة لندن الحديثة المبكرة: قلعة باينارد وارد – الخريطة التاريخية وموسوعة لندن لشكسبير (علميًا)